# Malagnino
Malagnino är en ort och kommun i provinsen Cremona i regionen Lombardiet i Italien. Kommunen hade 1 719 invånare (2018).